# Революция в минуту
«Революция в минуту» (англ. R. P. M. — акроним для revolutions per minute, дословно оборот в минуту) — кинофильм режиссёра Стэнли Крамера, вышедший в 1970 году.

## Сюжет
Группа радикально настроенных студентов захватывает административное здание университета, чтобы добиться выполнения своих требований. Президент университета, с которым студенты даже не желают разговаривать, уходит в отставку. Попечительский совет предлагает занять это место профессору социологии Пако Пересу, симпатизирующему радикальным взглядам и пользующемуся уважением учащихся. Тот начинает переговоры и узнаёт о содержании двенадцати требований. Перес быстро уговаривает совет принять первые девять требований, однако последние три, включающие право студентов нанимать и увольнять преподавателей, становятся камнем преткновения. Переговоры заходят в тупик, и угроза силового разгона протестующих становится всё реальнее.

## В ролях
- Энтони Куинн — профессор Ф. У. Дж. «Пако» Перес
- Энн-Маргрет — Рода
- Гари Локвуд — Росситер
- Пол Уинфилд — Стив Демпси
- Грэм Джарвис — шеф полиции Тэтчер
- Алан Хьюитт — Хьюлетт
- Рамон Бьери — Браун
- Джон Маклиам — преподобный Бловельт
- Дон Кифер — декан Джордж Купер
- Норман Бёртон — тренер Маккёрди
- Джон Заремба — президент Тайлер

## Саундтрек
Альбом саундтреков к фильму был выпущен в США и Канаде в 1970 году на лейбле Bell Records (BELL 1203). Песни были написаны Барри Де Ворзоном и Перри Боткиным-младшим, за исключением We Don’t Know Where We Goin, соавтором которой стала певица Мелани. Мелани же исполнила в альбоме два трека: помимо We Don’t Know Where We Goin это Stop! I Don’t Wanna Hear It Any More.